# Haus des Humors und der Satire
Das Haus des Humors und der Satire (bulg. Дом на хумора и сатирата) im zentralbulgarischen  Gabrowo stellt auf einer Fläche von 800 m² verschiedene Formen des Humors von Künstlern aus 153 Ländern aus. Für die Ausstellung werden internationale Karikaturen und andere Ausdrucksformen des Humors (Gemälde, Fotos, Karikaturen und Masken) gesammelt und ausgewertet sowie publiziert. Regelmäßig jedes zweite Jahr findet im Rahmen der Gabrovo Maifeierlichkeiten die Internationale Biennale des Humors und der Satire statt.